# Kepler-128c
Kepler-128c es un planeta extrasolar que forma parte de un sistema planetario formado por al menos dos planetas. Orbita la estrella denominada Kepler-128. Fue descubierto en el año 2013 por la sonda Kepler por medio de tránsito astronómico.